# Bling Bling (singolo B.G.)
Bling Bling è una canzone del rapper B.G., pubblicata come secondo singolo dal suo quinto album in studio Chopper City in the Ghetto, in collaborazione con gli Hot Boys e i Big Tymers.
Il singolo ha raggiunto la posizione numero 36 della Billboard Hot 100, diventando così il singolo di maggior successo di B.G. fino ad oggi.
La versione inedita dell'album contiene strofe di Birdman, Turk, Mannie Fresh, Juvenile e B.G.. Lil Wayne fa il ritornello e l'outro, ma non ha strofe.
La versione pulita e modificata dalla radio presenta una strofa di Lil Wayne al posto di Turk, e Lil Wayne fa il ritornello, tuttavia alcune versioni mantengono la strofa di Turk censurandone le oscenità mentre altre hanno la strofa di Wayne con un mix di testi modificati e oscenità censurate o modifiche che coprono le volgarità.
La canzone ha contribuito a dare popolarità al termine gergale hip-hop bling bling, un termine che denota gioielli luccicanti, abiti appariscenti ed elaborati e consumo ostentativo.
Per i testi sono accreditati T. Virgil, C. Dorsey e D. Carter; produttori esecutivi Manny Fresh e M. Burnett.